# 单花美冠兰
单花美冠兰为兰科美冠兰属下的一个种。它们是中国的特有种，分布于云南西北部的大理。其模式标本1913年由乔治·福雷斯特采集于海拔2800米的松林，它们生长于松林中开旷、干燥的岩石缝中。
单花美冠兰曾在长达100多年间再无任何采集记录，因此，在2013年发布的中国物种红色名录中该种曾一度被评估为绝灭。2025年7月，该种野外居群在玉溪市新平彝族傣族自治县元江河谷再度发现。

## 扩展阅读
- 維基物種上的相關：单花美冠兰